# Liste der Bischöfe von Thérouanne
Die folgenden Personen waren Bischöfe von Thérouanne/Boulogne (Frankreich):

## Bischöfe von Thérouanne
- vor 639 bis nach 667 (†): Audomar (hl. Omer)
- unbekannt: Draucius
- nach 667 bis um 669/701: Bainus
- um 669/701 bis um 721/723: Ravengerus
- um 721/723 bis um 737/742: Erkembodo
- ab um 739: Adalgerus
- bis vor 747: Gumbertus
- 747–748: Aethereus
- unbekannt: Rodwaldus
- unbekannt: Athalphus
- unbekannt: Wigbertus
- vor 798 bis nach 798: Théoduin
- nach 798 bis vor 814/817: Grimbaldus
- 817–855 (†): Hl. Folcuin (Karolinger)
- 856–869 (†): Hl. Humfridus
- 869–872: Actardus
- 872–887: Adalbertus (tritt zurück) † 914
- 887 bis nach 900: Herilandus (tritt zurück) † 920
- 909 bis um 935 (†): Stephan (Etienne)
- 935–959 (†): Wicfridus
- 959–964 (†): David
- 964–995 (†): Framericus
- 995–1030 (†): Balduin (Baudouin)
- 1030–1078 (†): Drogon
- 1078–1081: Hubert (tritt zurück)
- 1082–1083: Lambert
- 1084–1099: Gérard (tritt zurück)
- 1099–1130 (†): Johann I. von Warneton
- 1130–1158 (†) oder 1159 (†): Milon I.
- 1159–1169: Milon II.
- 1169–1191: Didier
- 1191–1207: Lambert de Bruges (Lambert van Brugge)
- 1207–1213: Johann II.
- 1213–1229: Adam
- 1229–1250: Pierre de Doij
- 1252–1262: Raoul de Chelles
- 1262–1276: Vakanz
- 1276–1286: Heinrich von Murs
- 1287–1301: Jacques de Boulogne
- 1301–1330: Enguerrand de Créqui
- 1330–1334: Johann III. de Vienne
- 1334–1356: Raymond Saquet
- 1356–1361: Gilles II. Aycelin de Montaigut (1357–1358 Kanzler von Frankreich in London)
- 1361–1368: Robert von Genf
- 1368–1371: Gérard de Daimville
- 1371–1376: Adhémar Roberi
- 1376–1384: Pierre d’Orgemont
- 1384–1403: Jean Tabari
- 1404–1414: Matthieu oder Renaud de Bapaume
- 1415–1436: Ludwig von Luxemburg (1424–1435 Kanzler von Frankreich als Parteigänger der Bourguignons)
- 1436–1451: Jean V., genannt le Jeune (der Junge)
- 1451–1455: David von Burgund (auch Bischof von Utrecht) (Haus Burgund)
- 1456–1485: Heinrich von Lothringen-Vaudémont (auch Bischof von Metz)
- 1485–1495: Antoine de Croÿ
- 1496–1513: Philipp von Luxemburg
- 1513–1521: François de Melun (Haus Melun)
- 1521–1535: Jean de Lorraine
- 1535–1537: François de Créquy

Aufgabe des Bistumsitzes 1537 nach Verwüstung durch Karl V.

## Bischöfe von Boulogne
Neugründung des Bistums 1567 in Boulogne-sur-Mer
- Claude-André Dormy 1567–1599
- Claude Dormy 1600–1626
- Victor Le Bouthillier 1626–1630
- Jean Dolce 1633–1643
- François Perrochel 1643–1675
- Nicolas Ladvocat-Billiard 1677–1681
- Claude Le Tonnelier de Breteuil 1682–1698
- Antoine-Girard de La Bournat 1698
- Pierre de Langle 1698–1724
- Jean-Marie Henriau 1724–1738
- Augustin-César D’Hervilly de Devise 1738–1742
- François-Joseph-Gaston de Partz de Pressy 1742–1789
- Jean-René Asseline 1789–1790